# Ctenizidae
Ctenizidae (лат.) — семейство мигаломорфных пауков, насчитывающее 9 родов и примерно 120 видов. Распространены в США, Центральной Америке, Средиземноморье, Южной Африке, Австралии, Южной и Юго-Восточной Азии. В отличие от других аранеоморфных пауков, ктенизиды имеют острые шипы на хелицерах, с помощью которых копают землю. Пауки ведут преимущественно ночной образ жизни и обитают в норках, закрытых «люками» из паутины, почвы и растительного материала, отсюда англоязычное название «trapdoor spider» (trapdoor — люк). Ктенизиды из рода Conothele не роют норку, а делают паутинную трубку с люком в расщелинах коры.
Люк сложно заметить, так как почва и растения, из которых он состоит, эффективно камуфлируют его. Паук, как правило, находится внутри и держится за дверцу лапами, ожидая, когда появится добыча и заденет сигнальные нити, натянутые рядом с норкой. Когда паук чувствует вибрацию нитей, то выпрыгивает и хватает жертву. Добычу ктенизид составляют насекомые, другие членистоногие и даже мелкие позвоночные. Голодный паук может не прятаться в норке целиком, а сидеть, наполовину высунувшись из неё.
Самки никогда не удаляются от своих норок, особенно когда выращивают потомство. При этом они отрыгивают часть пищи для кормления паучат. Несмотря на то, что самки агрессивно реагируют на приближение самцов, тем каким-то образом удается преодолевать их сопротивление.
Главный враг ктенизид — дорожные осы, которые находят норки, проникают внутрь, жалят и парализуют пауков, после чего откладывают на них яйца, обычно по одной штуке. Из яйца позже вылупляется личинка осы и съедает паука заживо. Таким образом, дорожная оса является паразитоидом.

## Таксономия
Семейство Ctenizidae включает 9 родов в двух подсемействах. В 2018 году 6 родов были выделены в семейство Halonoproctidae.
- Ctenizinae Thorell, 1887
  - † Baltocteniza Eskov & Zonstein, 2000 — эоцен
  - Bothriocyrtum Simon, 1891 — США, Мексика, Тайвань
  - Cteniza Latreille, 1829 — Европа, Центральная Азия
  - Cyclocosmia Ausserer, 1871 — от США до Гватемалы, Таиланд, Китай
  - Cyrtocarenum Ausserer, 1871 — Греция, Турция
  - † Electrocteniza Eskov & Zonstein, 2000 — эоцен
  - Latouchia Pocock, 1901 — Азия
  - Stasimopus Simon, 1892 — Южная Африка
- Pachylomerinae Simon, 1889
  - Conothele Thorell, 1878 — Австралийский регион
  - Hebestatis Simon, 1903 — Коста-Рика, США
  - Ummidia Thorell, 1875 — Америка, Средиземноморье, Япония, Тайвань